# Nelu Tătaru
Nelu Tătaru, né le 30 septembre 1972 à Vaslui, est un homme politique roumain, ministre de la Santé de mars à décembre 2020.

## Biographie
Le 26 mars 2020, il est nommé ministre de la Santé en remplacement de Victor Costache.